# Jean-Luc Blanchemain
Pour les articles homonymes, voir Blanchemain.
Jean-Luc Blanchemain est un pilote automobile français né le 22 mars 1957 à Négreville (Manche).
Dans la vie civile, il est le PDG d’une entreprise de déménagement d'entreprises: Euroflash

## Biographie
Il commence la compétition automobile en 1992 dans le Trophée Lotus et remporte, en 1997, le Trophée Lotus Seven.
À partir de 1998, il participe à des courses historiques, avant de se lancer successivement dans les épreuves de Grand Tourisme : FFSA GT, Porsche Carrera Cup France, FIA GT, ALMS et Le Mans Series.
En 2001, il remporte les 12 Heures de Jarama à bord d'une Chevron B16, puis en 2003, avec 4 victoires, il devient vice-champion de France FFSA GT.

## Résultats aux 24 Heures du Mans
| Année | Voiture                   | Équipe                | Équipiers                            | Résultat |
| ----- | ------------------------- | --------------------- | ------------------------------------ | -------- |
| 2005  | Porsche 911 GT3-RS        | T2M Motorsport        | Xavier Pompidou / Yutaka Yamagishi   | Abandon  |
| 2006  | Ferrari 550-GTS Maranello | Larbre Compétition    | Patrick Bornhauser / Gabriele Gardel | Abandon  |
| 2007  | Chevrolet Corvette C5-R   | Luc Alphand Aventures | Didier André / Vincent Vosse         | 24e      |
| 2008  | Chevrolet Corvette C6-R   | Luc Alphand Aventures | Laurent Pasquali / Patrice Goueslard | 21e      |